# NGC 2024

火焰星雲，給定的名稱是NGC 2024和Sh2-277，是在獵戶座的一個發射星雲，距離地球大約在900-1,500光年。 
獵戶腰帶最東邊的參宿一（獵戶座ζ），以高能的紫外光照射到旁邊巨大的氫氣雲，將留駐在雲氣中的氫電離。當電子和電離氫重新結合時，會產生大量的輝光。位於星雲明亮部分前面，額外的暗氣體和塵埃是導致發光氣體中心出現暗網絡的原因。火焰星雲，包括著名的馬頭星雲，是獵戶座分子雲複合體的一部分，這是一個恆星形成區域。
火焰星雲的中心是由新形成的恆星組成的星團，其中的成員86%都有星周盤。錢德拉X射線天文台的 X射線觀測顯示有數百顆的年輕恆星，估計數量已有800餘顆。X射線和紅外影像表明，最年輕的恆星集中在星團中心附近。

## 圖集

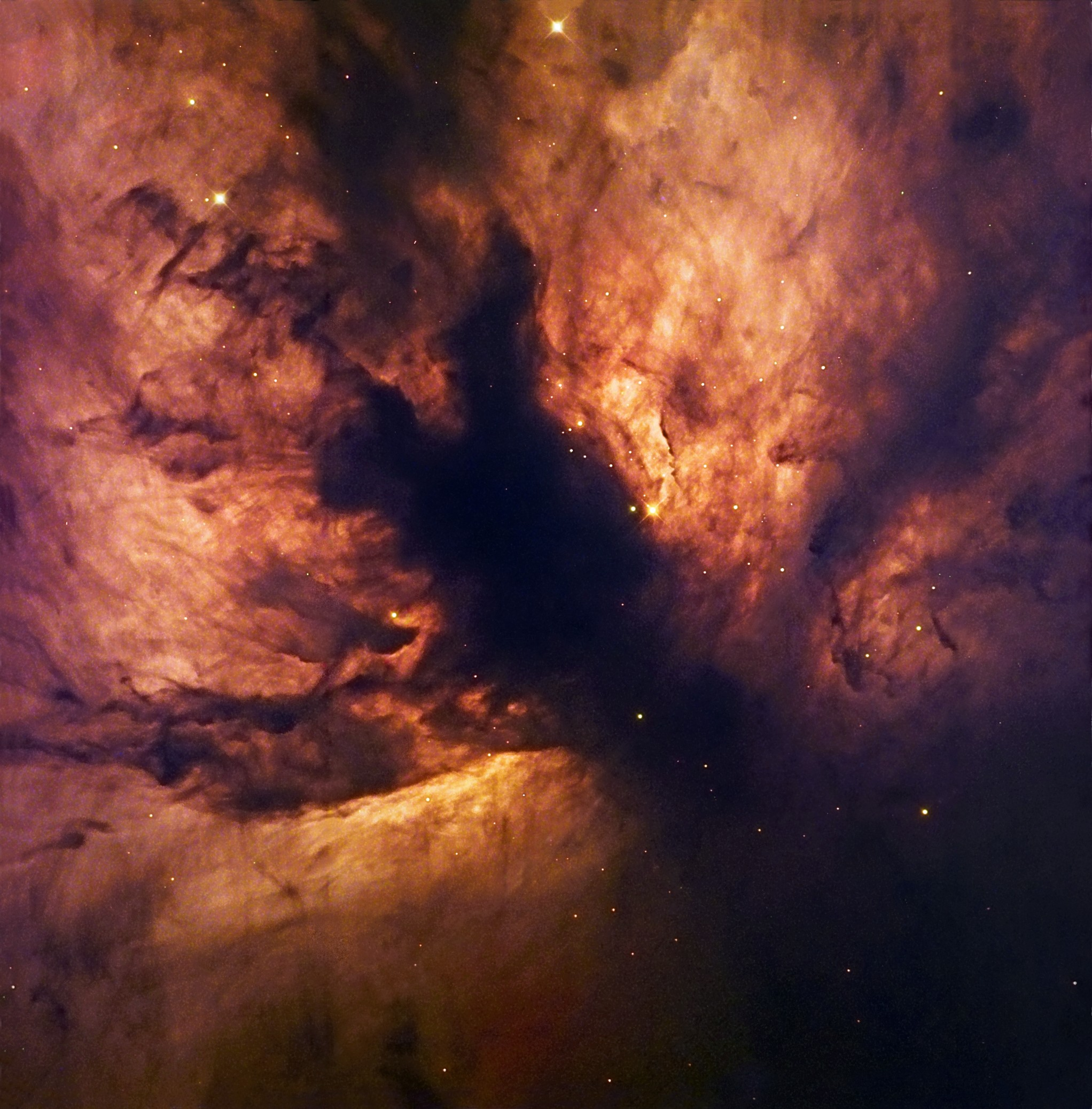
來自拉西拉天文台，以 B、V和R濾鏡三色合成的光學影像。
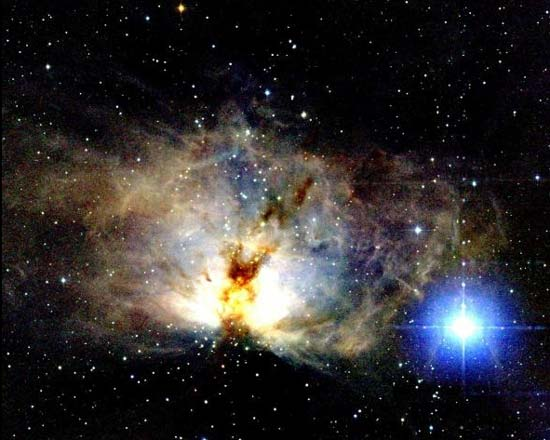
來自2MASS的紅外影像。
來自VIST的近紅外影像。
獵戶腰帶和火焰星雲區域的可見光廣視場圖。
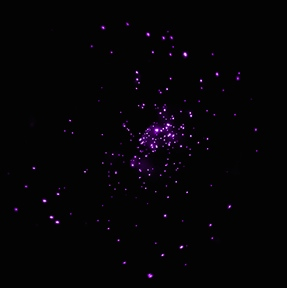
錢卓X射線天文台所見的NGC 2024。
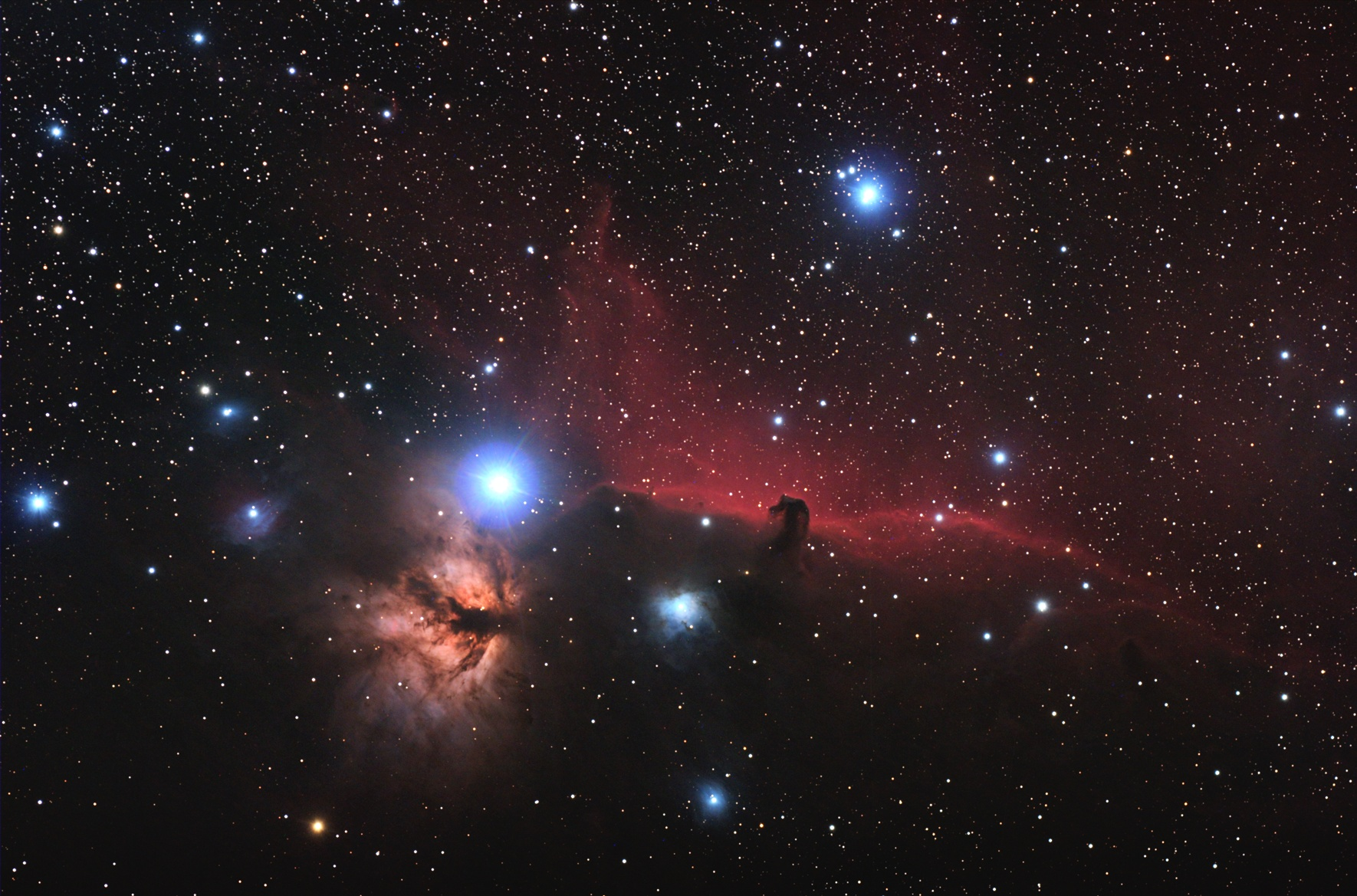
火焰星雲和馬頭星雲。
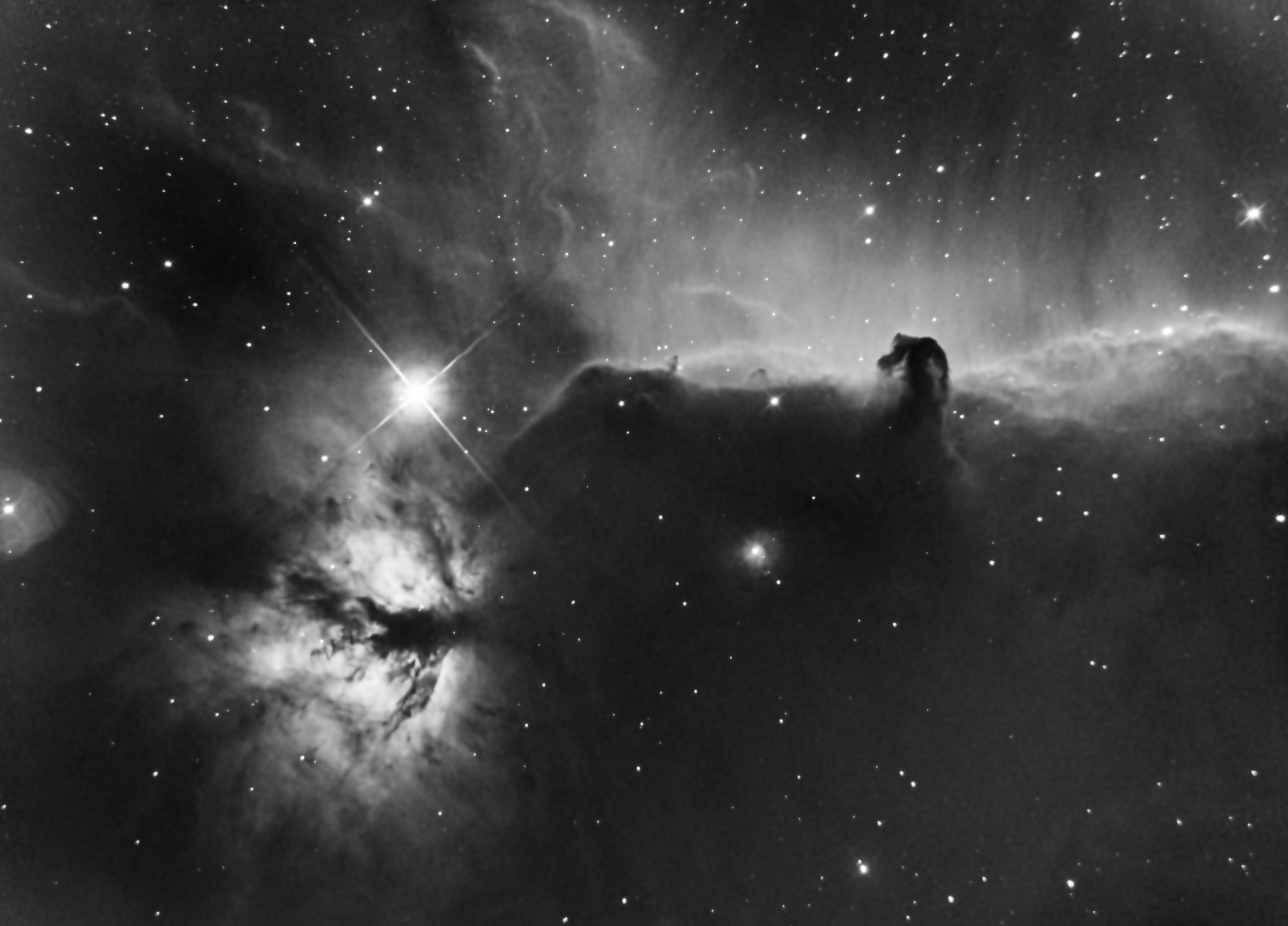
以Hα所見的火焰星雲和馬頭星雲

## 外部連結
- . SIMBAD. 斯特拉斯堡天文資料中心.
- Nemiroff, R.; Bonnell, J. (编). . Astronomy Picture of the Day. NASA. 13 July 1999.
- WikiSky上关于The Flame Nebula的内容：DSS2, SDSS, GALEX, IRAS, 氢α, X射线, 天文照片, 天图, 文章和图片

| 天文學目錄  | 天文學目錄                                           | 天文學目錄 |
| ----------- | ---------------------------------------------------- | ---------- |
| NGC天體表： | NGC 2022 - NGC 2023 - NGC 2024 - NGC 2025 - NGC 2026 |            |